# Microcerberus appolliniacus
Microcerberus appolliniacus is een pissebed uit de familie Microcerberidae. De wetenschappelijke naam van de soort is voor het eerst geldig gepubliceerd in 1964 door Cvetkov.